# Alan Villafuerte
Alan Villafuerte  (San Salvador, 29 juni 1977) is een voormalig Nederlands turner op het onderdeel trampolinespringen.
Villafuerte nam in 2000 en in 2004 deel aan de Olympische Spelen, waar hij respectievelijk de zevende en de zestiende plaats behaalde. Hij werd het boegbeeld van zijn sport en deed tien keer mee aan de wereldkampioenschappen. Eenmaal behaalde hij een medaille, een bronzen. In 2007 beëindigde hij zijn carrière.
Ook zijn broer Lennard was een Nederlands top-trampolinespringer en is momenteel (2019) trainer bij Flik-Flak in Den Bosch.